# 塔勒·吕什费尔特·戴拉
塔勒·吕什费尔特·戴拉（挪威語：Thale Rushfeldt Deila，2000年1月15日—），生于波什格伦，挪威女子手球运动员，2023年世界女子手球锦标赛银牌得主、2024年夏季奥林匹克运动会女子金牌得主。